# Fontinalis hygrometrica
Fontinalis hygrometrica là một loài Rêu trong họ Fontinalaceae. Loài này được (Hedw.) P. Syd. mô tả khoa học đầu tiên năm 1905.